# Saalfelder Höhe
Saalfelder Höhe este o comună din landul Turingia, Germania.